# Jules Bergeron
Pour les articles homonymes, voir Jules Bergeron (géologue) et Bergeron.
Étienne Jules Bergeron, né le 27 août 1817 à Moret-sur-Loing et mort le 5 décembre 1900 à Paris, est un pédiatre et hygiéniste français. 

## Biographie
Jules Bergeron est le fils Pierre Jacques Bergeron, médecin militaire et de Louise Edmée Perreau de Grattery.
Il fait ses études au collège Louis-le-Grand. 
Interne des hôpitaux en 1840, il présente pour le doctorat, le 15 février 1845, une thèse sur l’éléphantiasis des parties génitales. En 1852, il est nommé, au concours,  médecin des hôpitaux du bureau central des hôpitaux. Il débute à l'hospice de La Rochefoucauld  et accepte le poste de médecin inspecteur des crèches du 3e arrondissement.
Jules Bergeron épouse Pierrette Claire Le Roy-Dufour et eurent deux enfants.
Au moment de la guerre de Crimée, il est chargé par le ministre de la Guerre d'un service à l'hôpital militaire du Roule. Dès 1855, il prouve l'efficacité du chlorate de potasse pour guérir rapidement la stomatite ulcéreuse. 
Il est nommé à l'hôpital Saint-Antoine en 1857, ensuite à l'hôpital Sainte-Eugénie, puis.à l'hôpital des Enfants.
Bergeron publie en 1859 un traité de la stomatite endémo-épidémique des armées  et démontre que la stomatite est une maladie spécifique distincte, n'ayant aucun rapport avec la diphtérie. Cet essai est couronné du 2e prix Montyon de médecine (1861).
Dès 1870 il rédige un avis sur les dangers qu'entraîne l'abus des boissons alcooliques.
En 1894, il fonde le sanatorium de Saint-Trojan-les-Bains sur l’île d'Oléron.

## Œuvres et publications
- Note sur l'emploi du chlorate de potasse dans le traitement de la stomatite ulcéreuse (ulcéro-membraneuse-couenneuse), Paris, 1855 (lire en ligne).
- De la Stomatite ulcéreuse des soldats et de son identité avec la stomatite des enfants, dite couenneuse, diphthéritique, ulcéro-membraneuse, Paris, Labé, 1859 (lire en ligne).
- Rapport sur la statistique des décès du 3e arrondissement de Paris pendant la période quinquennale 1853-1857 : recherches statistiques, Paris, 1864 (lire en ligne).
- Administration générale de l'Assistance publique à Paris. Rapport sur les résultats obtenus dans le traitement des enfants scrofuleux à l'hôpital de Berck-sur-Mer (Pas-de-Calais), Paris, 1866 (lire en ligne).

## Éponymie
Son nom est associé à :
- Chorée de Bergeron

## Distinctions et reconnaissance

### Décorations françaises
- Commandeur de la Légion d'honneur en 1880[6].

## Sociétés savantes et autres organismes
- Académie de médecine : membre en 1865, secrétaire annuel en 1879, vice-président en 1872, président en 1885, secrétaire perpétuel en 1887.
- Société de médecine du département de la Seine en 1859.
- Société médicale des hôpitaux en 1859.
- Société d'anthropologie en 1863.
- Société française de tempérance : fondateur en 1872, président, président d'honneur[4].
- Comité consultatif d'hygiène publique : membre depuis 1872, vice-président en 1884.
- Œuvre nationale des hôpitaux marins[7] fondée en 1887 : Président-fondateur[8].
- Œuvre des enfants scrofuleux, fondée en 1888 : Président.
- Association médicale mutuelle du département de la Seine[9].